# Verdon
Der Verdon (im Mittelalter Virdones) ist ein Fluss in Frankreich, der in der Region Provence-Alpes-Côte d’Azur verläuft. Er entspringt in den französischen Seealpen, im Gemeindegebiet von Allos. Seine Quelle befindet sich nordwestlich des Col d’Allos, an der Südflanke des Gipfels Tête de la Sestrière (2575 m). Der Fluss entwässert generell Richtung Südwest und mündet nach rund 167 Kilometern unterhalb von Vinon-sur-Verdon, jedoch bereits im Gemeindegebiet von Saint-Paul-lès-Durance, im Rückstau der Barrage de Cadarache, als linker Nebenfluss in die Durance. Der Verdon durchquert auf seinem Weg die Départements Alpes-de-Haute-Provence und Var, deren Grenze er in weiten Teilen seines Verlaufs bildet. Im Mündungsabschnitt berührt er auch die Départements Vaucluse und Bouches-du-Rhône.

## Orte am Fluss
- Allos
- Colmars
- Saint-André-les-Alpes
- Castellane
- Gréoux-les-Bains
- Vinon-sur-Verdon

## Hydrologie
Im Verlauf des Verdon wurden zwischen 1923 und 1975 insgesamt fünf Talsperren am Lac de Castillon, Lac de Chaudanne, Lac de Sainte-Croix, Retenue de Quinson und Lac d’Esparron nicht nur zum Zweck der Energieerzeugung errichtet. Der bekannteste und größte Stausee befindet sich hinter einer zwischen 1971 und 1974 erbauten Staumauer südlich von Sainte-Croix. Der durch dessen Errichtung entstandene Lac de Sainte-Croix bedeckt 21,80 km² Fläche und nimmt bis zu 761 Millionen m³ Wasser auf.

## Nebenflüsse
| Linke Nebenflüsse: - Lance (13 km) - Jabron (31 km) - Artuby (54 km) - Combe (17 km) - Malaurie (16 km) | Rechte Nebenflüsse: - Issole (29 km) - Bau (14 km) - Colostre (36 km) - Notre-Dame (18 km) |

## Sehenswürdigkeiten
Der gesamte Mittel- und Unterlauf des Flusses liegt im Regionalen Naturpark Verdon. Der landschaftlich schönste Abschnitt befindet sich zwischen der Stadt Castellane und dem Lac de Sainte-Croix. Dort bildet auf 21 km Länge der Verdon die Verdonschlucht (Gorges du Verdon, Grand Canyon du Verdon), eine der gewaltigsten und eindrucksvollsten Schluchten Europas. Der spektakulärste Teil der Schlucht begleitet, teils auf höherer Ebene durch die Schlucht corniche sublime bzw. auf den Höhenlagen, eine Straße. Es gibt auf dieser Route immer wieder sehr schöne Abschnitte mit tiefen Einblicken in und über das Tal, aber nur wenige Möglichkeiten abzusteigen. Sehr geeignet für Wildwasserpaddeln, Freeclimbing und Erlebniswanderungen. In Frankreich soll diese Kletterstil-Kultur hier als erstes Fuß gefasst haben. 
In der Nähe des Flusses liegen der Abri Donner und die Grotte de la Baume Bonne (beides Monuments historique) und das Musée de Préhistoire des gorges du Verdon sowie das Prähistorische Dorf von Quinson.

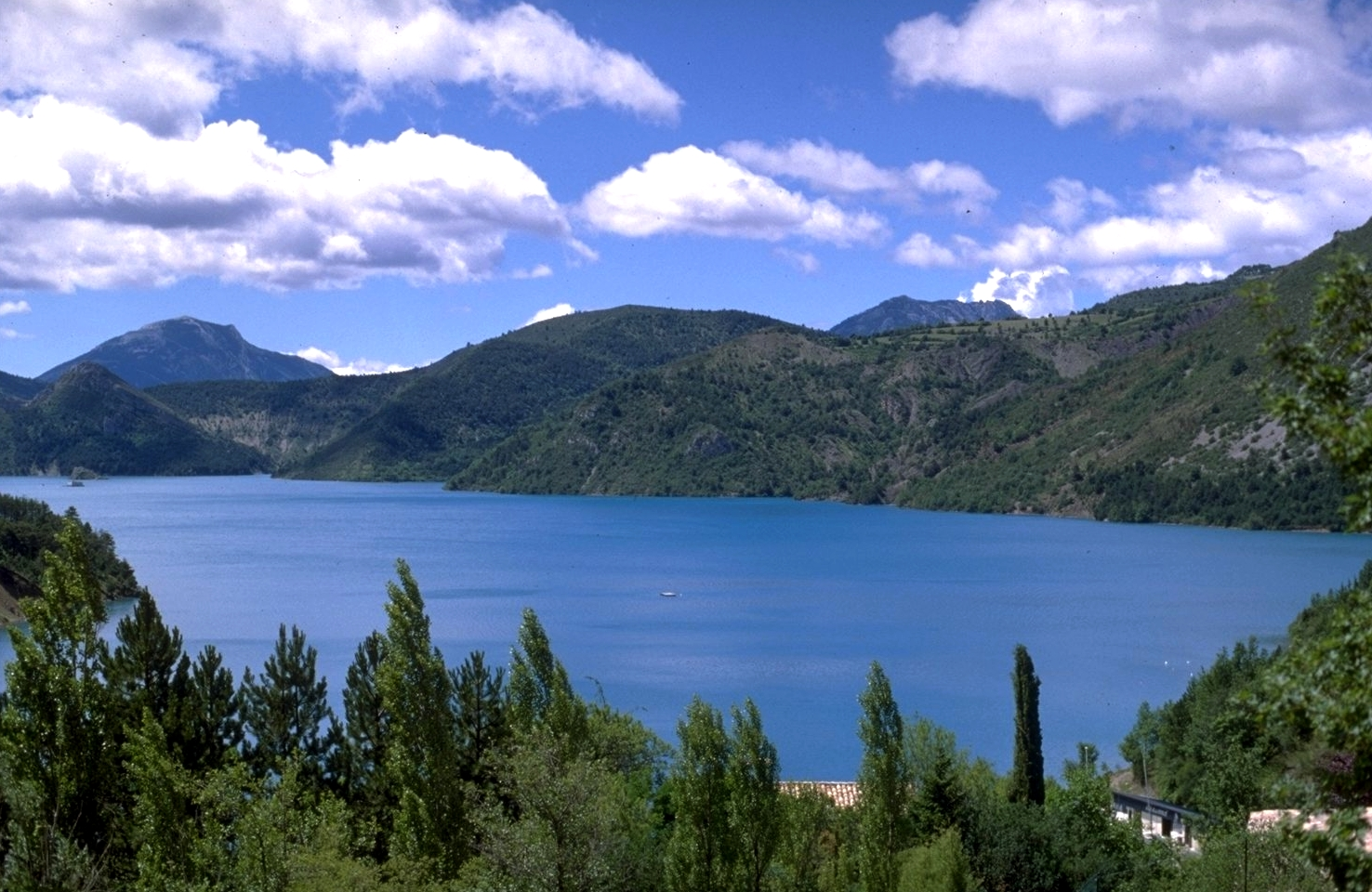
Blick auf den Lac de Castillon von St. Julien aus
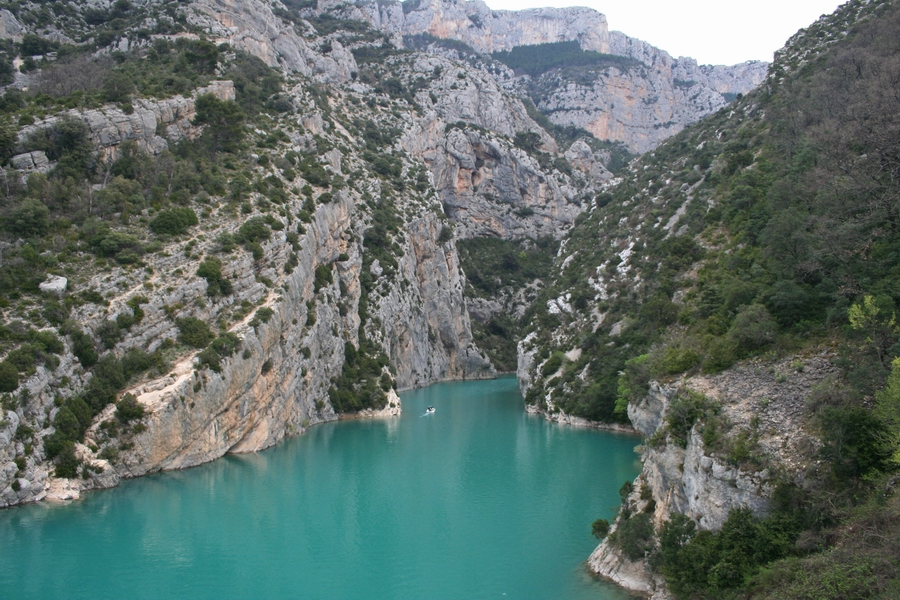
Eingang der Schlucht von der Brücke am Lac de Sainte-Croix
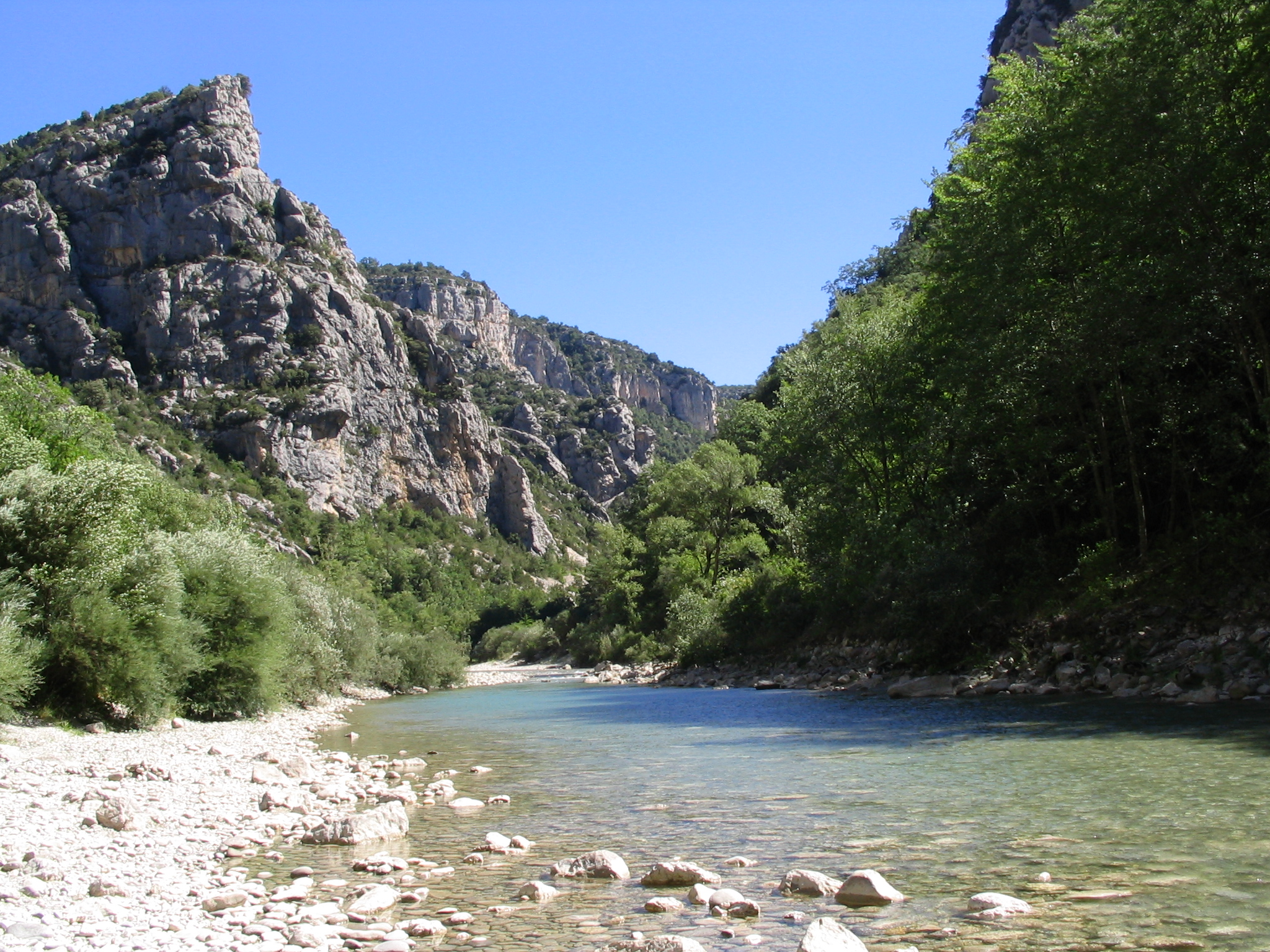
Im Inneren der Verdon-Schlucht
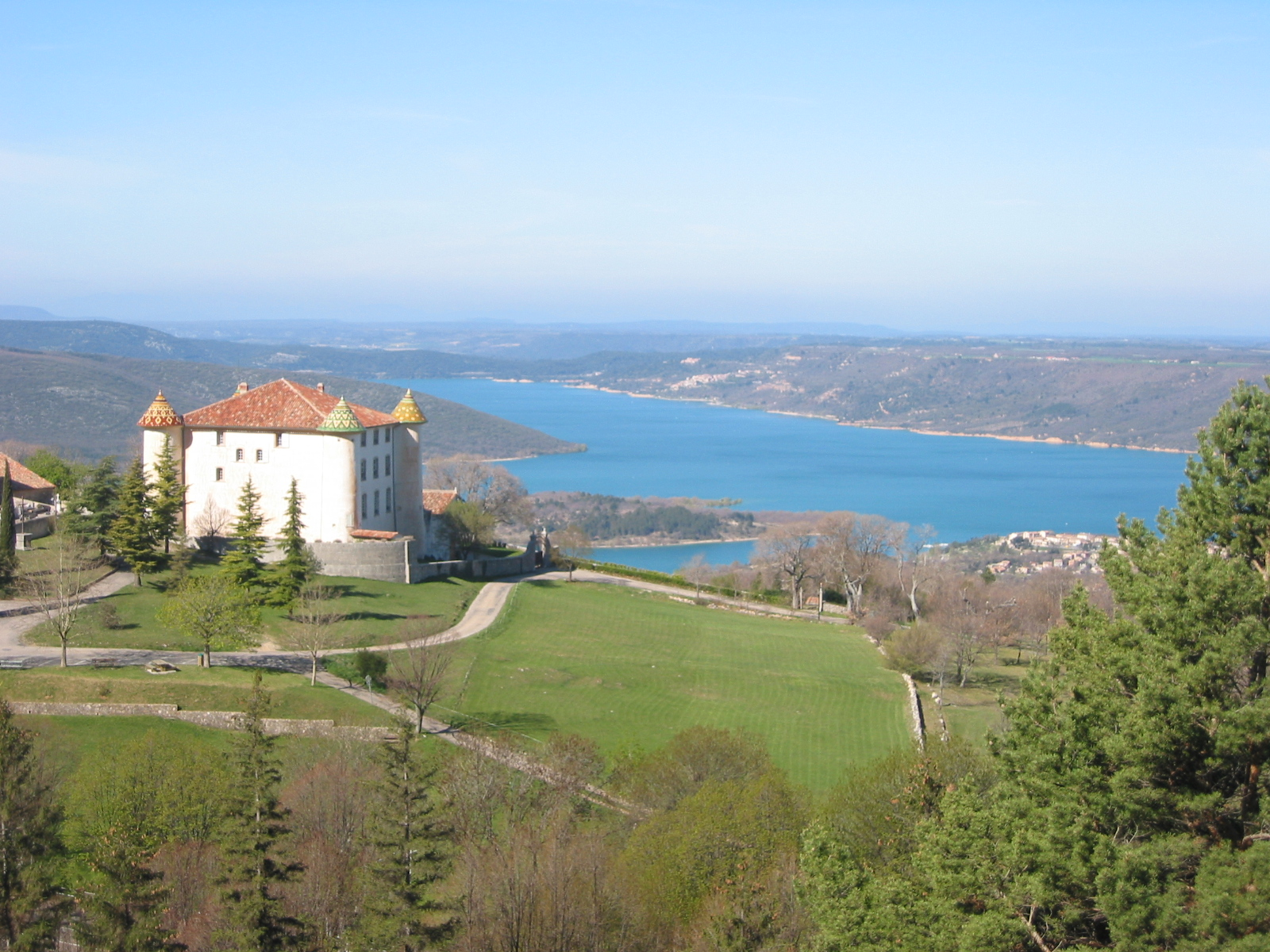
Der Lac de Sainte-Croix mit dem Schloss von Aiguines
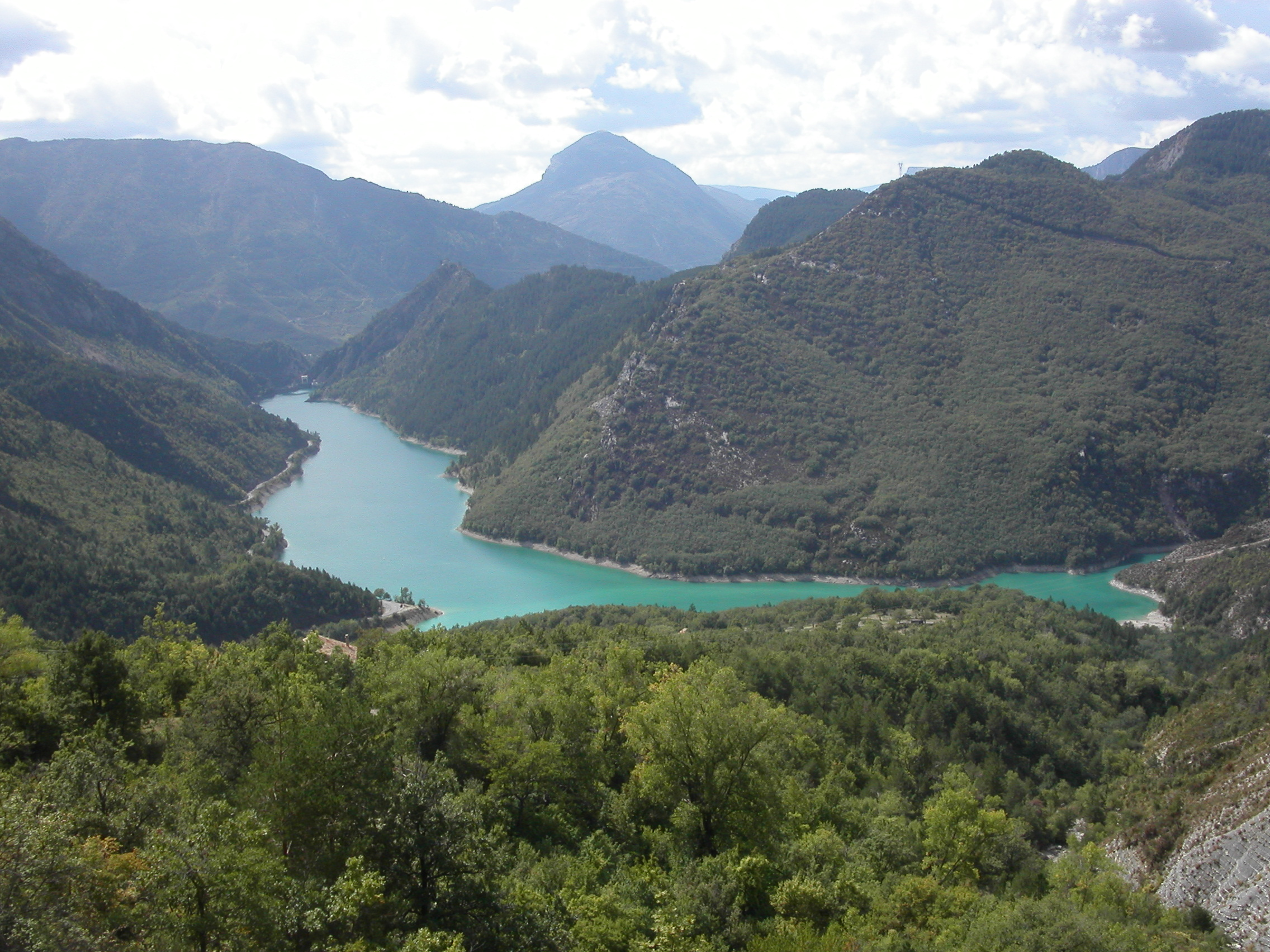
Lac de Chaudanne